# Artemisia herba-alba
Artemisia herba-alba — багаторічний чагарник, який зазвичай росте в сухих степах Середземномор'я — Франція; сх. Іспанія; Марокко; Алжир; Туніс; інтродукований до Великої Британії.

## Морфологічна характеристика

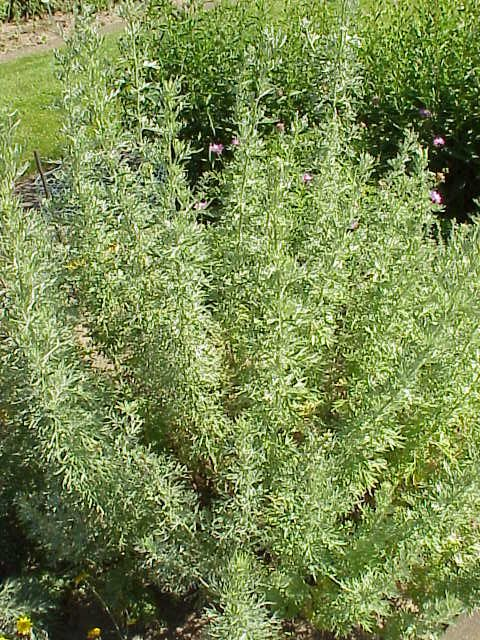

Це ароматний карликовий чагарник висотою 20–40 см. Листки вкриті тонкими залозистими волосками, які відбивають сонячне світло, надаючи чагарнику сіруватий відтінок. Листки на безплідних пагонах за обрисом від яйцеподібної до круглої форми; листки на квітконосних стеблах, рясніші взимку, значно менші.

## Використання
Широко використовується як паливо, висушена рослина використовується як трут.
Широко використовується як лікувальна рослина. Рослина продається на місцевих ринках для лікувальних цілей.
Це хороший корм для пасовищних тварин, переважно овець, а в алжирських степах — великої рогатої худоби.